# Ponte-galleria Louis-Hippolyte Lafontaine
Il ponte-galleria Louis-Hippolyte Lafontaine (in francese pont-tunnel Louis-Hippolyte-La Fontaine) è un insieme formato da un ponte-galleria nel Canada, che costituisce un tratto autostradale che passa sopra e sotto il fiume San Lorenzo. Collega l'isola di Montréal con la riva sud dello stesso fiume a Longueuil, Québec.
La sua costruzione iniziò nel 1963 e venne aperto il giorno 11 marzo del 1967. Gli venne dato il nome Louis-Hippolyte Lafontaine (un riformatore politico del Basso Canada). La galleria Lafontaine è una struttura a tubo immerso, lunga 1391 metri.
Veicola l'autostrada 25 e passa sotto l'Île Charron (Îles de Boucherville e il casello n. 1 della autoroute 25) e sotto il principale canale navigabile nel fiume San Lorenzo immediatamente a valle della via marittima del San Lorenzo.
Questo raccordo autostradale (A25) costituisce un tratto dell'autostrada trans-canadese (principale asse autostradale est-ovest del Canada), che dirigendosi verso sud collega Montréal, tramite la autoroute 20 alla città di Lévis-Charny (e tramite un ponte a Québec), infine prosegue fino alla piccola cittadina dell'estremo nordovest del Québec Rivière-du-Loup, da dove si dirama una strada a scorrimento veloce, che si dirige verso l'entroterra degli stati canadesi anglofoni del Nuovo Brunswick e della Nuova Scozia.